# Leichtathletik-Hallenweltmeisterschaften

Die Leichtathletik-Hallenweltmeisterschaften (offizielle Bezeichnung World Athletics Indoor Championships) sind Wettkämpfe, die vom Leichtathletikweltverband World Athletics in Hallen durchgeführt werden. Sie fanden erstmals 1985 in Paris statt, damals allerdings noch unter dem Namen World Indoor Games. Seit 1987 werden sie offiziell als Weltmeisterschaften bezeichnet. 2004 wurde der Austragungsrhythmus geändert, um nicht mit den bis dahin im selben Jahr stattfindenden Leichtathletik-Weltmeisterschaften im Freien zu konkurrieren. Am 29. Januar 2020 entschied der Leichtathletikweltverband die Austragung auf 2021 zu verschieben, da die durch das Coronavirus SARS-CoV-2 verursachte Ausbreitung von Krankheitsfällen in China und im Ausland trotz immenser Anstrengungen auf einem besorgniserregenden Niveau war.

## Wettkämpfe
Die Laufwettbewerbe finden auf 200-Meter-Bahnen mit sechs Einzelbahnen statt. Aufgrund der beengten Platzverhältnisse werden mit Ausnahme des Kugelstoßens keine Wurfdisziplinen durchgeführt.
Über die Jahre ergaben sich verschiedene Änderungen im Wettkampfprogramm: Die 4-mal-400-Meter-Staffel wurde 1991 sowohl für Männer wie auch für Frauen eingeführt. In diesem Jahr wurde auch der Dreisprung der Frauen ins Programm aufgenommen, zunächst vorläufig, ab 1993 endgültig.
Die Wettkämpfe im Gehen fanden letztmals 1993 statt; damals wurde auch das einzige Mal eine 1600-Meter-Staffel ausgetragen. Der Stabhochsprung der Frauen wurde erstmals 1997 ausgetragen, zwei Jahre vor der Premiere im Freien.
Bei den Weltmeisterschaften 2004 stand letztmals der 200-Meter-Lauf auf dem Programm. Der Grund dafür ist, dass der Ausgang der Rennen aufgrund der engen Kurven zu vorhersehbar wurde. Athleten, die auf den engeren Innenbahnen laufen mussten, hatten meist keine Chance, das Rennen zu gewinnen.

## Liste der Leichtathletik-Hallenweltmeisterschaften
| Nr. | Jahr | Austragungsort | Land                   | Datum              | Wettkampfort                            | teilnehmende Sportler | teilnehmende Länder | Wettbewerbe |
| --- | ---- | -------------- | ---------------------- | ------------------ | --------------------------------------- | --------------------- | ------------------- | ----------- |
| –   | 1985 | Paris          | Frankreich             | 18. und 19. Januar | Palais Omnisports                       | 322                   | 069                 | 24          |
| 1.  | 1987 | Indianapolis   | Vereinigte Staaten     | 6. bis 8. März     | Hoosier Dome                            | 419                   | 085                 | 24          |
| 2.  | 1989 | Budapest       | Ungarn                 | 3. bis 5. März     | Budapest Sportcsámok                    | 373                   | 062                 | 24          |
| 3.  | 1991 | Sevilla        | Spanien                | 8. bis 10. März    | Palacio Municipal de Deportes San Pablo | 531                   | 082                 | 26 + 1 1    |
| 4.  | 1993 | Toronto        | Kanada                 | 12. bis 14. März   | SkyDome                                 | 537                   | 093                 | 27 + 4 2    |
| 5.  | 1995 | Barcelona      | Spanien                | 10. bis 12. März   | Palau Sant Jordi                        | 602                   | 130                 | 27          |
| 6.  | 1997 | Paris          | Frankreich             | 7. bis 9. März     | Palais Omnisports                       | 712                   | 118                 | 28          |
| 7.  | 1999 | Maebashi       | Japan                  | 5. bis 7. März     | Green Dome                              | 487                   | 115                 | 28          |
| 8.  | 2001 | Lissabon       | Portugal               | 9. bis 11. März    | Pavilhão Atlântico                      | 510                   | 136                 | 28          |
| 9.  | 2003 | Birmingham     | Vereinigtes Königreich | 14. bis 16. März   | National Indoor Arena                   | 589                   | 133                 | 28          |
| 10. | 2004 | Budapest       | Ungarn                 | 5. bis 7. März     | Budapest Sportaréna                     | 677                   | 139                 | 28          |
| 11. | 2006 | Moskau         | Russland               | 10. bis 12. März   | Sportkomplex Olimpijski                 | 635                   | 129                 | 26          |
| 12. | 2008 | Valencia       | Spanien                | 7. bis 9. März     | Palacio Velódromo Luis Puig             | 574                   | 147                 | 26          |
| 13. | 2010 | Doha           | Katar                  | 12. bis 14. März   | Aspire Dome                             | 651                   | 142                 | 26          |
| 14. | 2012 | Istanbul       | Türkei                 | 9. bis 11. März    | Ataköy Athletics Arena                  | 616                   | 172                 | 26          |
| 15. | 2014 | Sopot          | Polen                  | 7. bis 9. März     | Ergo Arena                              | 538                   | 160                 | 26          |
| 16. | 2016 | Portland       | Vereinigte Staaten     | 17. bis 20. März   | Oregon Convention Center                | 487                   | 137                 | 26          |
| 17. | 2018 | Birmingham     | Vereinigtes Königreich | 2. bis 4. März     | National Indoor Arena                   | 632                   | 144                 | 26          |
| –   | 2020 | –              | –                      | verschoben         | –                                       | –                     | –                   |             |
| 18. | 2022 | Belgrad        | Serbien                | 11. bis 13. März   | Štark-Arena                             | 612                   | 129                 | 26          |
| –   | 2023 | –              | –                      | verschoben         | –                                       | –                     | –                   |             |
| 19. | 2024 | Glasgow        | Vereinigtes Königreich | 1. bis 3. März     | Emirates Arena                          | 587                   | 128                 | 26          |
| 20. | 2025 | Nanjing        | Volksrepublik China    | 21. bis 23. März   | Nanjing’s Cube                          | 516                   | 117                 | 26          |
| 21. | 2026 | Toruń          | Polen                  |                    | Arena Toruń                             |                       |                     |             |

## Meisterschaftsrekorde

### Männer
| Disziplin         | Rekord      | Athlet                                                     | Datum         | Ort        |
| ----------------- | ----------- | ---------------------------------------------------------- | ------------- | ---------- |
| 60 m              | 6,37 s      | Christian Coleman                                          | 3. März 2018  | Birmingham |
| 400 m             | 45,00 s     | Jereem Richards                                            | 19. März 2022 | Belgrad    |
| 800 m             | 1:42,67 min | Wilson Kipketer                                            | 9. März 1997  | Paris      |
| 1500 m            | 3:32,77 min | Samuel Tefera                                              | 20. März 2022 | Belgrad    |
| 3000 m            | 7:34,71 min | Haile Gebrselassie                                         | 9. März 1997  | Paris      |
| 60 m Hürden       | 7,29 s      | Grant Holloway                                             | 20. März 2022 | Belgrad    |
| 60 m Hürden       | 7,29 s      | Grant Holloway                                             | 2. März 2024  | Glasgow    |
| 4 × 400 m Staffel | 3:01,77 min | Karol Zalewski Rafał Omelko Łukasz Krawczuk Jakub Krzewina | 4. März 2018  | Birmingham |
| Hochsprung        | 2,43 m      | Javier Sotomayor                                           | 4. März 1989  | Budapest   |
| Stabhochsprung    | 6,20 m      | Armand Duplantis                                           | 20. März 2022 | Belgrad    |
| Weitsprung        | 8,62 m      | Iván Pedroso                                               | 7. März 1999  | Maebashi   |
| Dreisprung        | 17,90 m     | Teddy Tamgho                                               | 14. März 2010 | Doha       |
| Kugelstoßen       | 22,77 m     | Ryan Crouser                                               | 1. März 2024  | Glasgow    |
| Siebenkampf       | 6645 Punkte | Ashton Eaton                                               | 10. März 2012 | Istanbul   |

### Frauen
| Disziplin         | Rekord      | Athletin                                                      | Datum         | Ort          |
| ----------------- | ----------- | ------------------------------------------------------------- | ------------- | ------------ |
| 60 m              | 6,95 s      | Gail Devers                                                   | 12. März 1993 | Toronto      |
| 400 m             | 49,17 s     | Femke Bol                                                     | 2. März 2024  | Glasgow      |
| 800 m             | 1:56,90 min | Ludmila Formanová                                             | 7. März 1999  | Maebashi     |
| 1500 m            | 3:54,86 min | Gudaf Tsegay                                                  | 23. März 2025 | Nanjing      |
| 3000 m            | 8:20,87 min | Elle Purrier St. Pierre                                       | 2. März 2024  | Glasgow      |
| 60 m Hürden       | 7,65 s      | Devynne Charlton                                              | 3. März 2024  | Glasgow      |
| 4 × 400 m Staffel | 3:23,85 min | Quanera Hayes Georganne Moline Shakima Wimbley Courtney Okolo | 4. März 2018  | Birmingham   |
| Hochsprung        | 2,05 m      | Stefka Kostadinowa                                            | 8. März 1987  | Indianapolis |
| Stabhochsprung    | 4,95 m      | Sandi Morris                                                  | 3. März 2018  | Birmingham   |
| Weitsprung        | 7,23 m      | Brittney Reese                                                | 11. März 2012 | Istanbul     |
| Dreisprung        | 15,74 m     | Yulimar Rojas                                                 | 20. März 2022 | Belgrad      |
| Kugelstoßen       | 20,67 m     | Valerie Adams                                                 | 8. März 2014  | Sopot        |
| Fünfkampf         | 5013 Punkte | Natalija Dobrynska                                            | 9. März 2012  | Istanbul     |

## Medaillenspiegel
Insgesamt wurden bisher bei Hallenweltmeisterschaften 560 Goldmedaillen, 571 Silbermedaillen sowie 574 Bronzemedaillen von Athleten aus 92 Ländern gewonnen. Die nachfolgende Tabelle enthält die 30 erfolgreichsten Nationen in lexikographischer Ordnung. (Stand: nach den Hallenweltmeisterschaften 2025)
| Medaillenspiegel | Medaillenspiegel                | Medaillenspiegel | Medaillenspiegel | Medaillenspiegel | Medaillenspiegel |
| Platz            | Land                            | Gold             | Silber           | Bronze           | Gesamt           |
| ---------------- | ------------------------------- | ---------------- | ---------------- | ---------------- | ---------------- |
| 1                | Vereinigte Staaten              | 125              | 95               | 84               | 304              |
| 2                | Russland                        | 52               | 48               | 45               | 145              |
| 3                | Äthiopien                       | 35               | 17               | 16               | 68               |
| 4                | Vereinigtes Königreich          | 24               | 36               | 35               | 95               |
| 5                | Kuba                            | 19               | 18               | 17               | 54               |
| 6                | Sowjetunion                     | 19               | 17               | 17               | 53               |
| 7                | Jamaika                         | 18               | 25               | 18               | 61               |
| 8                | Frankreich                      | 17               | 15               | 22               | 53               |
| 9                | Deutschland                     | 14               | 23               | 22               | 59               |
| 10               | Schweden                        | 14               | 10               | 9                | 33               |
| 11               | Deutsche Demokratische Republik | 12               | 7                | 5                | 24               |
| 12               | Kanada                          | 11               | 4                | 15               | 30               |
| 13               | Ukraine                         | 10               | 16               | 12               | 38               |
| 14               | Kenia                           | 10               | 15               | 17               | 42               |
| 15               | Australien                      | 9                | 12               | 10               | 31               |
| 16               | Rumänien                        | 9                | 10               | 9                | 28               |
| 17               | Italien                         | 9                | 9                | 15               | 33               |
| 18               | Bulgarien                       | 9                | 5                | 7                | 21               |
| 19               | Tschechien                      | 8                | 8                | 11               | 27               |
| 20               | Niederlande                     | 8                | 7                | 9                | 24               |
| 21               | Neuseeland                      | 8                | 4                | 6                | 18               |
| 22               | Marokko                         | 7                | 6                | 8                | 21               |
| 23               | Griechenland                    | 7                | 4                | 6                | 17               |
| 24               | Mosambik                        | 7                | 1                | 1                | 9                |
| 25               | Bahamas                         | 6                | 8                | 10               | 24               |
| 26               | Belgien                         | 6                | 5                | 1                | 12               |
| 27               | Irland                          | 6                | 3                | 2                | 11               |
| 28               | Polen                           | 5                | 14               | 19               | 38               |
| 29               | Brasilien                       | 5                | 6                | 6                | 17               |
| 30               | Portugal                        | 5                | 5                | 7                | 17               |